# Walhonding (rijeka)
Walhonding je 37,8 km duga rijeka u SAD-u, u saveznoj državi Ohio.
Nastaje sutokom rijeka Kokosing i Mohican. Rijeka Walhonding na kraju svoj toka spajanjem s rijekom Tuscarawas, formira rijeku Muskingum.
Voda Walhonding je preko rijeka Muskingum, te dalje Ohio, dio rijeke Mississippi.